# آدولف تیده‌مان

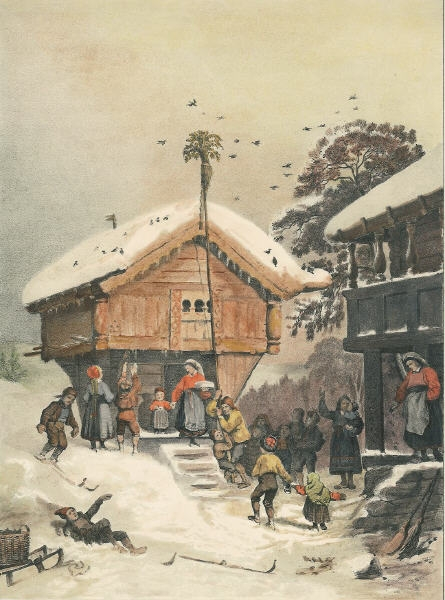
رسوم کریسمس نروژ (۱۸۴۶)، اثر آدولف تیده‌مان، موزهٔ هنر شهرِ تروندهایم

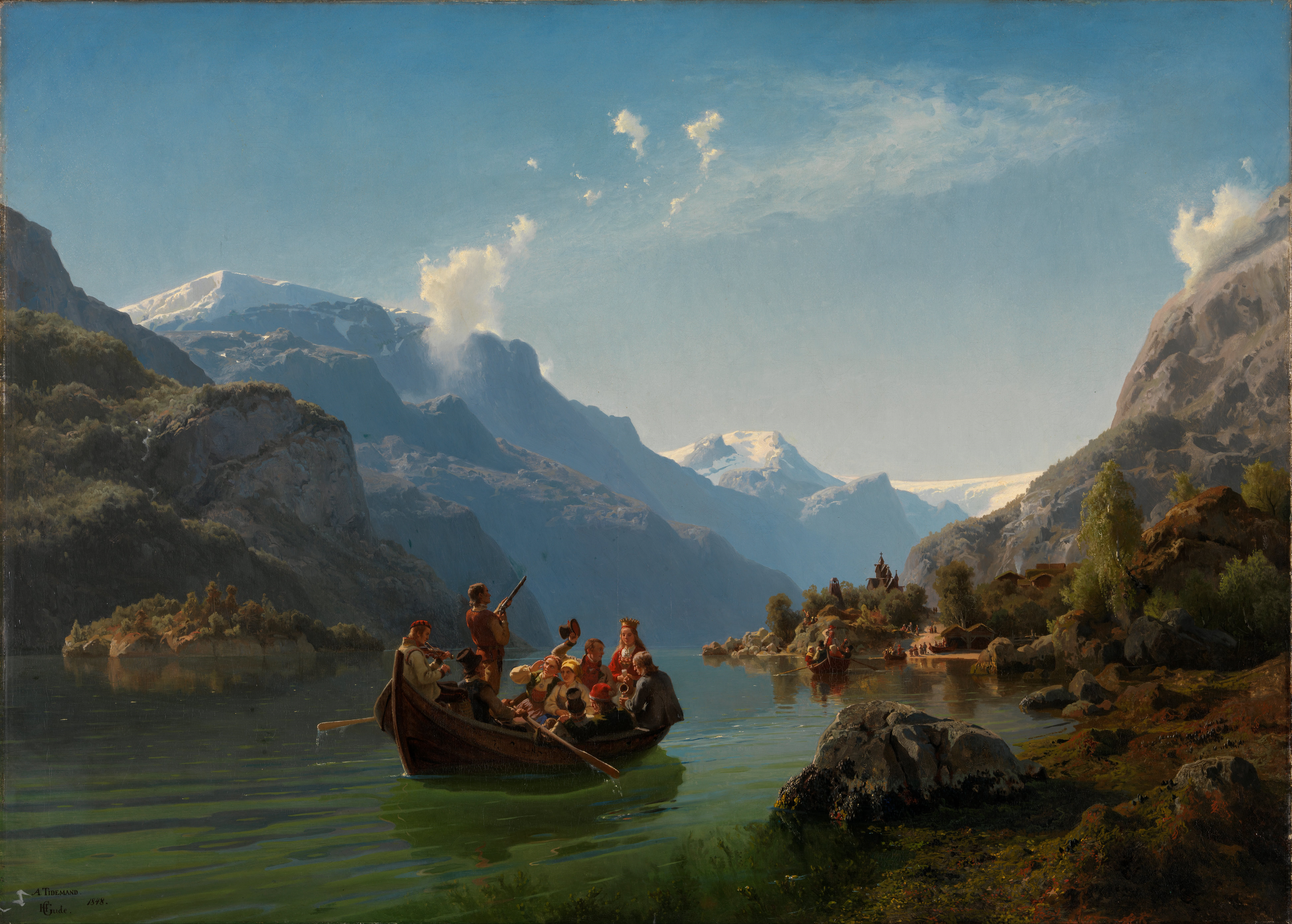
ماه عسل در هاردانگر، اثر مشترک معروف تیده‌مان و هانس گوده (۱۸۴۸)

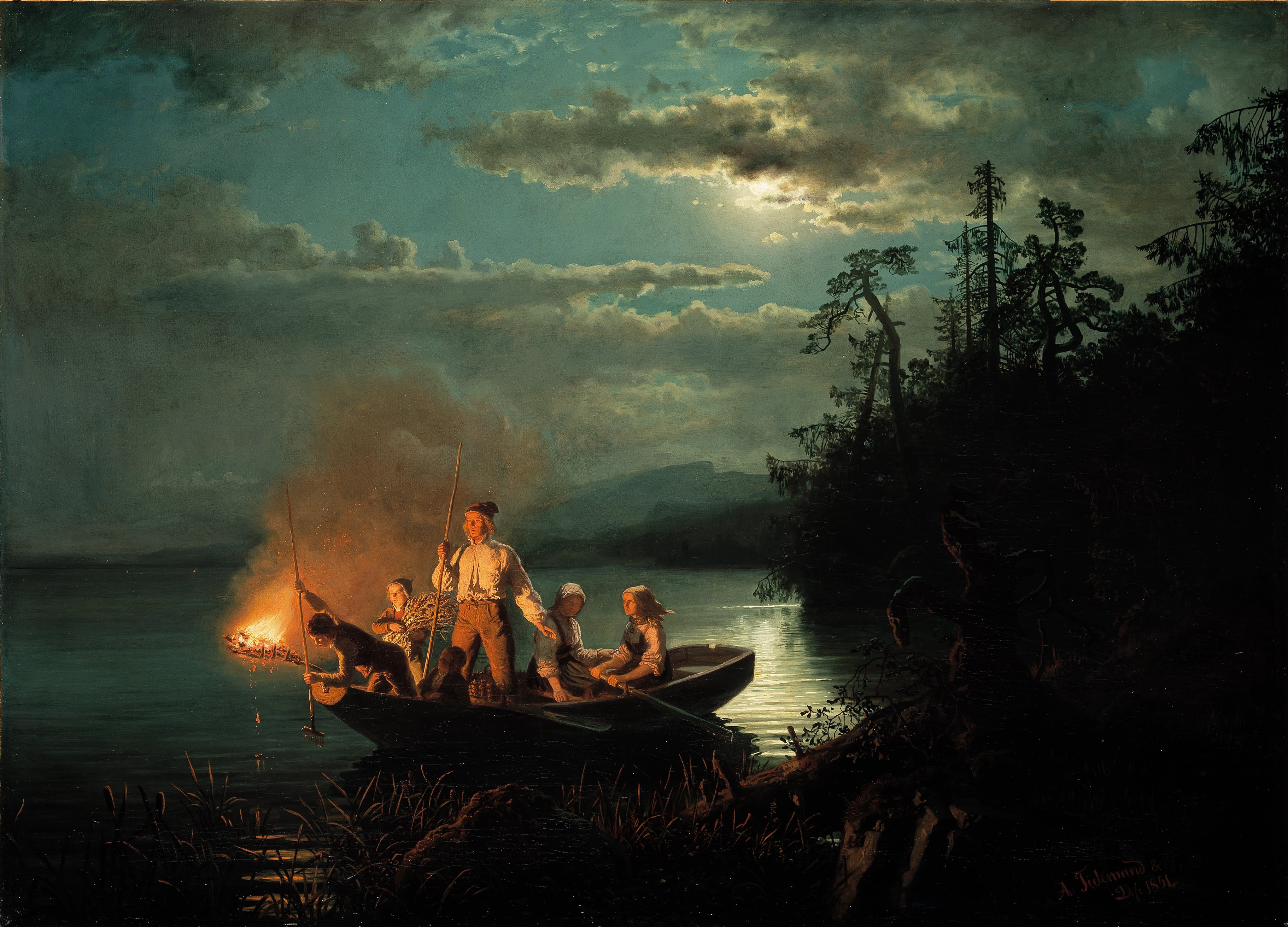
لیسترینگن، اثر مشترک هانس گوده و تیده‌مان، ماهیگیری با چنگال (۱۸۵۱)

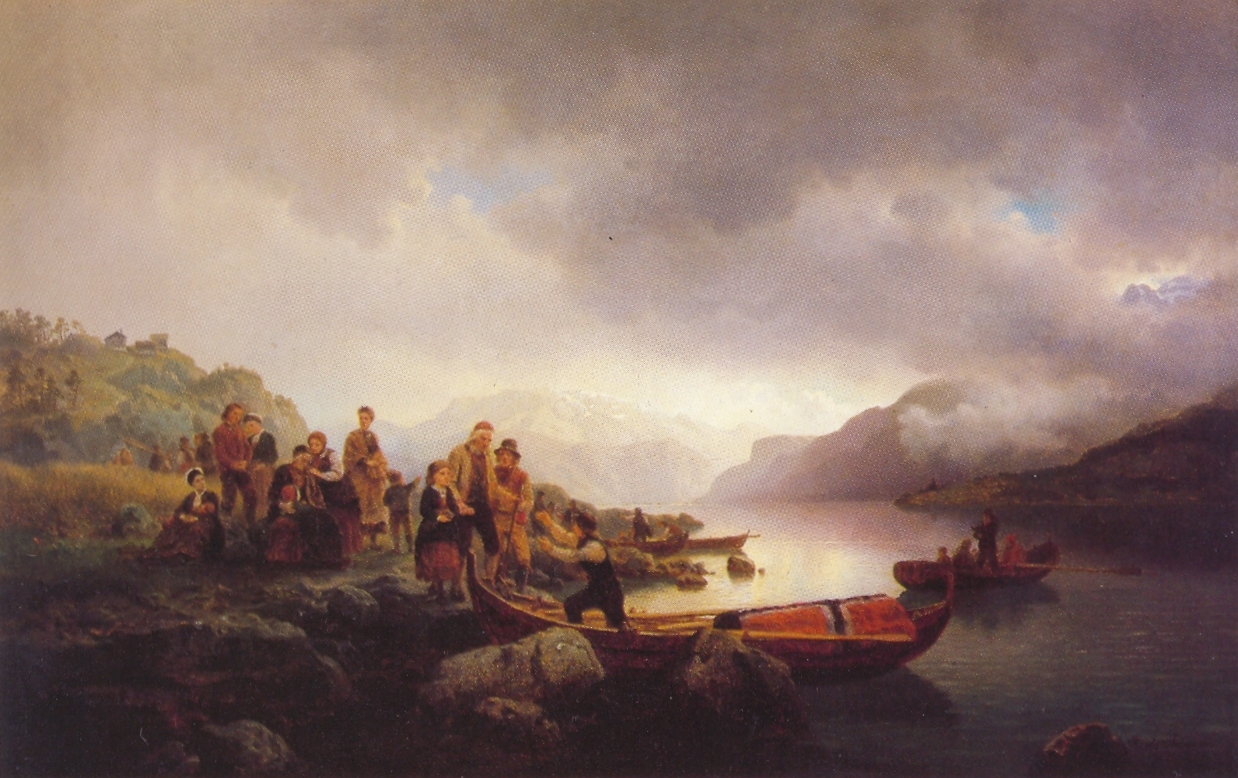
تشییع جنازه درسوگنفیورد؛ اثر مشترک تیده‌مان و هانس گوده (۱۸۵۳)

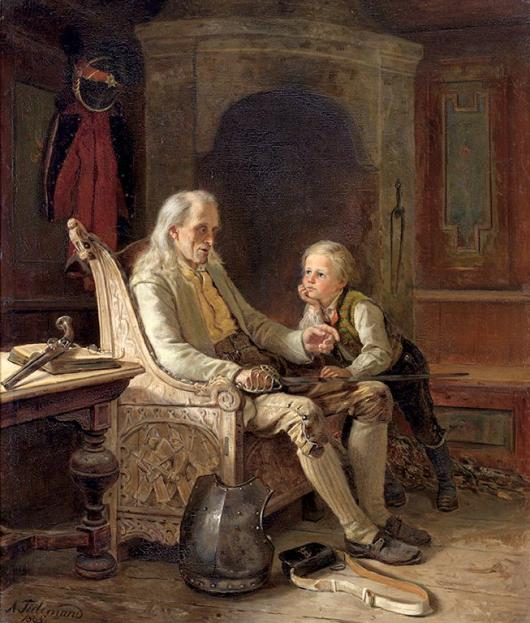
خاطرات پدربزرگ، اثر تیده‌مان (۱۸۶۵)

دوئل در عروسی دهقانی، اثر تیده‌مان (۱۸۶۴)

آدولف تیده‌مان (به نروژی: Adolph Tidemand) سرشناس‌ترین نقاش مردمی نروژ، در قرن ۱۹ میلادی است.
آدولف تیده‌مان، ترسیم زندگی و آداب و رسوم کشاورزان نروژی را به تکلیفی برای خود تبدیل کرده بود.
شخصیت وی عامل وحدت در جنبش رمانتیسم ملی نروژ بود. آدولف تیده‌مان، با تصاویر خود، بسیاری از شاعران آن زمان، از جمله آندریاس مونک و بیورنستیرنه بیورنسون را تحت تأثیر قرار داده است.
نیمهٔ دوم دههٔ ۱۸۴۰ غالباً اوج شکوفایی هنری آدولف تیده‌مان، تلقی می‌شود. زمانی که او شاهکاری چون ماه عسل در هاردانگر را همراه با هانس گوده، یا سالمندان بی‌کس و آثار هنری دیگری را در سال ۱۹۴۸ خلق کرد.
آدولف تیده‌مان، در اولین دورهٔ هنری خود، تصویری ایده‌آل از زندگی روستایی به نمایش گذاشته بود، اما تصاویر بعدی وی از این ایده‌آل، فاصله گرفت و به انعکاس واقعیات نزدیک‌تر شد. این بازنگری واقع‌بینانه در اثر او دوئل در عروسی دهقانی (۱۸۶۴) و متعصب‌ها (۱۸۶۶) به‌خوبی مشهود است.

## زندگی جوانی و آثار نخستین
آدولف تیده‌مان در شهرک کوچکی در جنوب نروژ به نام ماندال به دنیا آمد. او تحت شرایطی استوار و ایمن بزرگ شد. آدولف تیده‌مان، از همان کودکی، علاقهٔ زیادی به طراحی و نقاشی داشت.
آدولف جوان، در سال ۱۸۳۲، قبل از اتمام ۱۸ سالگی، وارد آکادمی هنر کپنهاگ شد. این انتخاب برای هنرمندان جوان محیط آن زمان کاملاً طبیعی بود. به خصوص برای آدولف تیده‌مان، که در اصل مادرش اهل دانمارک بود.
آدولف تیده‌مان، پس از ۵ سال اقامت در کپنهاگ، در سال ۱۸۳۷ عازم آلمان شد و به آکادمی هنر در دوسلدورف رفت، جایی که در حال تبدیل به یکی از برجسته‌ترین مراکز هنری آن زمان بود.
آدولف تیده‌مان، در آنجا ۴ سال تحصیل کرد. در این ۴ سال یک بینش تاریخی و روان‌شناسانهٔ هنری، توسط استادانش در وی شکل گرفت. بینشی که در آثار سال‌های ۱۸۳۰ تا اواسط دههٔ ۱۸۴۰ در آثار آدولف تیده‌مان جلوه‌گر است.
تیده‌مان، در سال ۱۸۴۱، با اولین نقاشی تاریخی خود با موضوع سخنرانی گوستاو واسا در کلیسا نظر بسیاری را به خود جلب کرد؛ اثری که بلافاصله توسط انجمن هنری محل خریداری شد.
آدولف تیده‌مان، با پول حاصل از فروش این اثر در سال ۱۸۴۱ به همراه برادرش امیل، به مونیخ و روم رفت و در آنجا استادان نقاشی معاصر و رنسانس را مطالعه کرد.

### بازگشت به نروژ
وقتی که در تابستان ۱۸۴۲، آدولف تیده‌مان، به نروژ بازگشت، ابتدا قصد داشت در کریستیانیا، اقامت کرده و به عنوان یک هنرمند تجسمی و نقاش، مشغول فعالیت گردد. نقطه شروع، امیدوار کننده به نظر می‌رسید؛ زیرا قبل از سفر به ایتالیا، به او نقاشی یک تابلوی هنری برای محراب کلیسا سفارش داده شده بود. مأموریتی که می‌توانست وضعیت مالی او را برای مدتی تأمین کند.
اما وی در نروژ، با یک تغییر غیرمنتظره روبرو شد. هیئت مدیره انجمن هنری کریستیانیا، که بودجه مربوط که از طریق جمع‌آوری اعانه فراهم شده بود را در اختیار داشت، خواستار ساخت تابلوی محراب کلیسا در رم یا حداقل در آلمان بود، امری که برای آدولف تیده‌مان، مصداق عدم اعتماد کلیسا به او و مهارتهای هنریش بود.
بعد از یک اختلاف و بحث تلخ و طولانی که بین یوهان سباستیان ولهاون، عضو هیئت مدیرهٔ انجمن هنری شهر، از یک طرف و امیل تیده‌مان، برادر آدولف تیده‌مان نقاش، از طرف دیگر، در محافل سیاسی و مطبوعات شهر درگرفت.
در نهایت این سفارش کاری، لغو شد و آدولف تیده‌مان، که دیگر امکانات مالی را که روی آن حساب باز کرده بود، نداشت. امکان اقامت در وطن خود، نروژ را از دست داد.

### هدف زندگی
اما در حالی که اختلاف و بحث و جدل به اصطلاح معروف به قضیه محراب دراوج خروش بود. آدولف تیده‌مان، معنای دیگری از هنر در زندگی خود کشف کرد و هدف زندگی خود قرار داد.
آدولف تیده ان، در تابستان ۱۸۴۳، به قصد آشنایی بیشتر با روستاهای دورافتاده کشور خود نروژ، سفری طولانی به جنوب نروژ را آغاز کرد. در این سفر مطالعاتی، آدولف تیده‌مان، ابتدا از فراز کوه‌ها و از میان درّه‌های استردیلن گذر کرد و به منطقه گودبراندزدالن رفت. از آنجا سپس در رد پای اولاو مقدس و افسانه‌های مربوط به او، راهی هاردانگر شد. در واقع هدف اصلی آدولف تیده‌مان، در این سفر، جمع‌آوری، شواهد و مدارک تاریخی برای خلق یک تابلوی هنری تاریخی بود.
اما آشنایی نزدیک با زندگی مردم روستاهای نروژ آنچنان او را متحول کرد که ترسیم زندگی و آداب و رسوم مردم روستا و کشاورزان نروژ را تا پایان عمر تکلیف زندگی و هنر خود قرار داد. این انتخاب آدولف تیده‌مان، تنها یک واکنش شخصی نبود، بلکه شدیداً تحت تأثیر فضای فرهنگی و هنری آن دوره انجام گرفت که در آن، ملی‌گرایی رمانتیک درکریستیانیا، به اوج خود رسیده بود.
آدولف تیده‌مان، در سفرهایی که به تدریج تعداد آنها افزایش یافته و درمجموع در سال ۱۸۷۵ در آخرین سفر تعداد آنها به ۱۵ رسید؛ با روستاهای نروژ از نزدیک آشنا شد.
در این سفرها او از نزدیک، لباس‌های محلی، وسایل خانه و کار، ساختمانها و نیز آداب و رسوم و ادبیات شفاهی اهالی روستاهای نروژ را مطالعه می‌کرد. علاقه او به کشف ظرایف در زندگی روستایی فراتر از یک علاقه صرفاً از دیدگاه هنرهای تجسمی بود.
آدولف تیده‌مان، ضمن توجه به جنبه‌های عتیقه‌شناسی، علاقه به حفظ گنجینه‌های میراث فرهنگی روستاهای نروژ داشت. بر همین اساس وی در سال ۱۸۴۴ یکی از بنیانگذاران انجمن یادگارهای گذشته نروژ بود.

### آشنایی باهانس گوده
سفر سال ۱۸۴۳، برای آدولف تیده‌مان، همچنین به دلیل دیگری اهمیت داشت و در زندگی او تأثیری ماندگار باقی گذاشت. در این سفر به هاردانگر، تیده‌مان، با هانس گودهٔ ۱۸ ساله، برای اولین بار ملاقات کرد. در این ملاقات، دو هنرمند جوان تصمیم گرفتند که باقی راه را با هم سفر کنند.
به این ترتیب، زمینهٔ آشنایی بیشتر و کار مشترک هنری فراهم آمد. این همکاری دوام آورد و بسیار شکوفا شد.
اولین و معروف‌ترین تابلوی هنریِ این دو نقاش، که آفرینش آن در سال‌های ۱۸۴۷ و ۱۸۴۸ به انجام رسید، تابلوی ماه عسل در هاردانگر بود. سال بعد، در یک مهمانی در تئاتر کریستیانیا، این تابلوی نقاشی سبب پدید آمدن صحنه‌ای خودجوش و پر از احساسات و غرور ملی شد و در عمل، به نوعی نماد رمانتیک ملی نروژ تبدیل شد.
درکل، زندگی آدولف تیده‌مان، از جهات بسیاری در اواخر دههٔ ۱۸۴۰، همراه با موفقیت بود.
در سال ۱۸۴۵ آدولف تیده‌مان، با کلودینه ماری بیرگیته ازدواج کرد و تا آخر عمر در دوسلدورف ساکن شد؛ هرچند در این دوره او بارها به نروژ و مراکز مهم فرهنگی در اروپا سفر کرد.
تیده‌مان، پس از کسب موفقیت در معرفی تابلوی ماه عسل در هاردانگر، که با مشارکت هانس گوده به اتمام رسانده بود و درواقع نقطهٔ عطفی در زندگی هنری او محسوب می‌شود، یکی پس از دیگری ترکیبات بزرگ و متنوع هنری را خلق و به جامعه‌ای نسبتاً گسترده و مشتاق معرفی کرد. آدولف تیده‌مان، به سبک ساده و عامیانه در هنر نقاشی معتقد بود و همیشه به اعتقاد خود وفادار باقی ماند. اما، در همین محدودهٔ واحد، آثاری بسیار متنوع، از ماه عسلی آسوده و آرام در هاردانگر تا نزاعی بی‌رحمانه در عروسی دهقانان خلق کرد.